# Richard Ratcliffe
Pour les articles homonymes, voir Ratcliffe.
Richard Ratcliffe est un proche conseiller du roi d'Angleterre Richard III, mort 22 août 1485.

## Biographie
Originaire du Cumberland, Richard Ratcliffe entre au service du duc Richard de Gloucester avant 1475. Il participe aux campagnes écossaises de 1480-1482, à l'occasion desquelles le duc le fait chevalier banneret.
En juin 1483, Ratcliffe est présent aux côtés de Richard lorsque celui-ci s'empare du trône d'Angleterre. Il est récompensé de sa fidélité en devenant chevalier l'ordre de la Jarretière, et reçoit également des terres dans le sud-ouest de l'Angleterre. Il devient shériff du Westmorland en août 1484 et lieutenant adjoint du roi sur les marches occidentales en mai 1485. Impopulaire, il est désigné sous le nom du « rat » dans le poème placardé sur les portes de la cathédrale Saint-Paul par William Collingbourne, un agent Tudor, au mois de juillet 1484 :

« Le chat, le rat et Lovell notre chien, règnent sur l'Angleterre sous la houlette d'un sanglier [le roi Richard]. »

Le 22 août 1485, il participe à la bataille de Bosworth du côté de Richard et y est tué.

## Postérité
Il apparaît dans la pièce Richard III de William Shakespeare.